# 多田葵
多田 葵（ただ あおい、1981年7月3日 - ）は、日本の女性シンガーソングライター、声優。
東京都出身、神奈川県横浜市在住。血液型はO型。エスエスピー所属。早稲田大学第二文学部卒業。

## 人物
かつては劇団ひまわりに所属し、子役として活動していた。舞台『アニー』（1991年度版）のアニー役を鈴木美妃とダブルキャストで務めている。
2003年、高橋英樹とP505iの活動にキーボーディストとして参加。
2005年3月以降はmoon-bunny entertainmentに所属を移し、シンガーソングライターとしての活動を開始。「励まし系シンガーソングライター」を自称し、現在までに計3枚のオリジナル・アルバムを発表している。また、Veil ∞ Aoi名義でボーカル・グループVeilにも参加し、主にテレビアニメやPCゲームの主題歌を担当している。アニメ・ゲーム主題歌においてはエンディングテーマを担当することが多いため、「エンディングの女王」と称されることがある。特に、ゲームブランドKeyに関連するアニメやゲームで数多くのエンディングテーマを歌い上げている。
クリストファー・ティンのアルバム『コーリング・オール・ドーンズ』は、2011年の第53回グラミー賞で 「最優秀クラシック・クロスオーヴァー・アルバム賞」を受賞しているが、収録されている「Mado Kara Mieru」には多田葵、Lia、大村香織が歌手として参加している。
2013年4月にエスエスピー所属となる。
2015年12月に結婚し、2017年9月に長男を出産している。

## ディスコグラフィ

### シングル
- Word of Dawn/おきらく☆きゅうさい（2016年9月21日/KSLA-0121)

1. Word of Dawn
2. おきらく☆きゅうさい
3. Word of Dawn(TV Size)
4. Word of Dawn(Instrumental)
5. おきらく☆きゅうさい(Instrumental)

### アルバム
- 七色のうた（2006年7月7日 / MBES-503）

1. よわむし
2. 6月の花嫁
3. 片想い
4. ビーチサイダー
5. Simple
6. ボクの天使
7. カーディガン

- スケッチブック（2009年6月5日 / MBES-505）

1. 13th
2. 蜜の味
3. ラムネ色の海
4. 五線譜の階段
5. 川和坂
6. コントロール
7. 残暑
8. 灰色
9. キンモクセイの夜
10. 黄色い電車
11. マタアシタ

- メルヘン（2010年12月10日 / MBES-507）

1. まっすぐ
2. glu[:]cklich
3. 流れ星にお願い
4. はるか
5. ふわふわ
6. 優しい光
7. 午前4時
8. 南の島で会いましょう

- Glitter（2012年3月9日 / MBES-508）

1. Glitter
2. よわむし
3. ふわふわ
4. 桜想い
5. Pretty Glitter
6. 男と女のランドセル
7. Hyper Glitter
8. リコーダーとランドセル ド♪ 〜メインテーマ〜
9. やった〜！
10. まちなさい！
11. やさしい光 〜メインテーマVer.2〜
12. Glitter TV-mix
13. Glitter inst

- ホップミュージック（2013年10月9日 / DDCZ-1901）

1. Invitation
2. シュールな午後
3. リアルドラマ
4. 恋の終わり
5. なんてね
6. Happy Halloween!!
7. シンデレラ
8. 放課後
9. 丸い瞳
10. プリズム
11. アナログ
12. Simple 〜2013 ver〜 [Bonus Track]
13. Glitter 〜励まし系 ver〜
14. 星のメリーゴーランド

### タイアップ
| 楽曲                 | タイアップ                                                   | 時期   |
| -------------------- | ------------------------------------------------------------ | ------ |
| doll                 | テレビアニメ『GUNSLINGER GIRL－IL TEATRINO－』エンディング   | 2008年 |
| Brave Song           | テレビアニメ『Angel Beats!』エンディング                     | 2010年 |
| I miss you           | テレビアニメ『FORTUNE ARTERIAL〜赤い約束〜』エンディング     | 2010年 |
| 渡りの詩             | PCゲーム『Rewrite』Moonルートエンディング                    | 2011年 |
| CANOE                | PCゲーム『Rewrite』オーラスエンディング                      | 2011年 |
| Glitter              | テレビアニメ『リコーダーとランドセル ド♪』エンディング主題歌 | 2012年 |
| Harvest              | PCゲーム『Rewrite Harvest Festa!』オープニング               | 2012年 |
| 星のメリーゴーランド | PCゲーム『君と彼女と彼女の恋。』エンディング                 | 2013年 |
| 灼け落ちない翼       | テレビアニメ『Charlotte』エンディング                        | 2015年 |
| Word of Dawn         | テレビアニメ『Rewrite』アニメオリジナルルートエンディング    | 2016年 |

## 出演
太字はメインキャラクター。

### 舞台
- アニー（アニー）
- アルゴミュージカル
  - アルゴはじめての冒険
  - 光の橋をこえて
  - 黄金の島
- サウンドオブミュージック
- グッバイガール

### 特撮
- 特警ウインスペクター（1990年、恵美子）

### テレビアニメ
- カウボーイビバップ[5]（1998年、エド）
- 金田一少年の事件簿（2000年、小椋乃絵留）
- デジモンテイマーズ（2001年、テリアモン、ロップモン）
- デジモンゴーストゲーム（2023年、テリアモン）
- LAZARUS ラザロ[6]（2025年、リズ[7]）

### 劇場アニメ
- デジモンアドベンチャー02（2000年、グミモン）
  - デジモンハリケーン上陸!!
  - 超絶進化！！黄金のデジメンタル
- カウボーイビバップ 天国の扉 Knockin' on heaven's door（2001年、エド[8]）
- デジモンテイマーズ 冒険者たちの戦い（2001年、テリアモン）
- デジモンテイマーズ 暴走デジモン特急（2002年、テリアモン、ロップモン）

### ゲーム
1990年代
- カウボーイビバップ（PS版）（1998年、エド）

2000年代
- サンライズ英雄譚R（2000年、ルン・フォレスト、エド）
- サンライズ英雄譚2（2001年、ルン・フォレスト、エド）
- デジモンテイマーズ バトルエボリューション（2001年、テリアモン）
- カウボーイビバップ 追憶の夜曲（2005年、エド）

2020年代
- 機動戦隊アイアンサーガ（2021年、エド）

### 吹き替え
- カウボーイビバップ（エド〈エデン・パーキンス〉[10]）
- ハード・ウェイ（ボニー〈クリスティーナ・リッチ〉）※フジテレビ版（思い出の復刻版BD収録）
- フック（マギー・バニング〈アンバー・スコット〉）

### ラジオ
- サンライズラヂオ（1999年 - 2000年）
  - サンライズラヂオ ターボ（2000年 - 2002年）

### CD
- COWBOY BEBOP originalsoundtrack3 BLUEより WO QUI NON COIN
- FUTURE BLUES〜COWBOY BEBOP -Knockin' on heaven's doorより 3.14
- デジモンテイマーズベストテイマーズ
  - 3 李健良&テリアモン
  - 8 李小春&ロップモン
- 創聖のアクエリオンオリジナルサウンドトラックより 鳥になって
- Veil 名義（Veil ∞ Aoi として参加）
- 「I miss you」（2010年10月27日 / テレビアニメ『FORTUNE ARTERIAL 赤い約束』エンディングテーマ）
- Voltage of Imaginationのコンピレーションアルバム『空想活劇・参』（「Smileより愛をこめて」にて参加）